# Matterhorn Screamer!
Pour les articles homonymes, voir Screamer et Matterhorn.
Matterhorn Screamer! est un jeu vidéo d'action sorti en 1988 sur Apple II, Commodore 64 et sous DOS. Le jeu a été développé par Walt Disney Computer Software et édité par Hi-Tech Expressions, Inc. Il met en scène le personnage de Dingo.